# Gerard Greene
Gerard Greene (* 12. November 1973 in Kent, England) ist ein nordirischer Snookerspieler. Ab 1993 gehörte er mit einem Jahr Unterbrechung 28 Jahre lang der Profitour an. Er stieg bis in die Top 32 der Weltrangliste auf und stand zweimal im Finale eines Ranglistenturniers. 

## Karriere

### Profianfänge und Aufstieg unter die Top 64
Greene ist zwar in England geboren, weil seine Eltern aber aus Belfast stammen, tritt er beim Snooker für Nordirland an. Er wohnt aber weiterhin in Rainham in der Grafschaft Kent. Greene begann seine Profikarriere mit 19 Jahren, als in den 1990er Jahren die Profiturniere für alle Spieler offenstanden. Dafür spielte er sich jeweils durch zahlreiche Qualifikationsrunden mit mehreren hundert Spielern. Erstmals nahm er 1993 am Dubai Classic teil. Schon beim ersten Mal überstand er 7 Runden und kam bis unter die Letzten 96. Beim Grand Prix schaffte er es danach nicht nur bis ins Hauptturnier, in der Runde der Letzten 64 besiegte er auch den Weltranglisten-8. Terry Griffiths mit 5:2. Das Ergebnis wiederholte er noch einmal bei den Welsh Open, wo er in der ersten Hauptrunde die Nummer 22 Dene O’Kane schlug. In der Saison 1994/95 kam er zwar in keine Hauptrunde, aber zweimal zumindest unter die Letzten 96, womit er sich in der Weltrangliste bis auf Platz 110 hocharbeitete.
In den folgenden Jahren steigerte er sich Schritt für Schritt. Bei der UK Championship 1995 erreichte er ein weiteres Mal die Hauptrunde. Bei den Welsh Open kam er zum zweiten Mal unter die Letzten 32, er hatte dabei den Ranglisten-24. Tony Knowles mit 5:0 geschlagen und zwang den Weltranglisten-2. Steve Davis in einen Decider, den er mit 22:82 Punkten verlor. Bei der Weltmeisterschaft 1996 schlug er Doug Mountjoy und Dominic Dale und spielte dann gegen Jason Ferguson sogar um den Einzug ins Crucible Theatre. Bis zum 8:8 hielt er gegen den Weltranglisten-29. mit, dann gewann der Engländer die zwei notwendigen Frames zum 10:8-Sieg. Beim Grand Prix 1996 brachte ihn ein Sieg gegen Willie Thorne unter die Letzten 32, bei den British Open 1997 war es die Nummer 8 Ronnie O’Sullivan, den er für dasselbe Ergebnis aus dem Turnier warf. Am Ende der Saison 1996/97 befand er sich erstmals unter den Top 64.

### Jahre der Stagnation
Dies erleichterte ihm die Qualifikation, weil er die Turniere erst ab der Runde der Letzten 128 bestreiten musste. Höhepunkt der Saison 1997/98 war die UK Championship, bei der er den inzwischen auf Platz 13 stehenden Steve Davis schlug. Er überstand erstmals mehrere Hauptrunden, bis er im Viertelfinale O’Sullivan unterlag. Bei der Weltmeisterschaft spielte er gegen den Weltranglisten-21. Andy Hicks um den Endrundeneinzug und gewann klar mit 10:2. Sein erstes Crucible-Match gegen Titelverteidiger und Nummer 1 John Higgins verlor er ebenso klar mit 2:10. Bei zwei kleineren Turnieren kam er ebenfalls noch unter die Letzten 32. Er bewies zwar immer wieder, dass er Top-32-Spieler schlagen konnte, mangels Turnierergebnissen war er aber auch nach sechs Jahren selbst noch nicht über Platz 41 hinausgekommen.
Es folgten drei schwächere Jahre. In der Saison 1999/2000 gewann er überhaupt nur zwei Partien bei Ranglistenturnieren. Im Jahr darauf kam er wenigstens bei der UK Championship 2000 wieder einmal bis ins Achtelfinale und besiegte mit Darren Morgan und dem Weltranglisten-7. Ken Doherty zwei Topspieler. Dann folgte ein 0:9-„Whitewash“ gegen Quinten Hann. Von dem Erreichten zehrte er auch im Jahr darauf, in dem er bei keinem Turnier über die zweite Runde hinauskam. In diesen drei Jahren fiel er bis auf Platz 63 zurück und konnte sich damit gerade noch auf der inzwischen wieder teilnahmebeschränkten Profitour halten.

### Aufstieg in die Top 32 und eine Goldmedaille
Die Wende kam in der Saison 2002/03 mit dem ersten Turnier. Mit Siegen über Robert Milkins, Dominic Dale, Graeme Dott und Fergal O’Brien, alle aus den Top 33, marschierte er durch bis ins Viertelfinale. Bei den British Open und der UK Championship kam er jeweils in die Endrunde der Letzten 48. Das Achtelfinale beim European Open mit einem Sieg über die Nummer 10 Jimmy White war sein zweitbestes Ergebnis und bei der Weltmeisterschaft gelang ihm durch ein 10:3 über Anthony Hamilton zum zweiten Mal der Einzug ins Crucible, wo er gegen Peter Ebdon erneut nicht die erste Hauptrunde überstand. In nur einem Jahr hatte er mit Platz 38 eine neue Höchstposition erreicht. Sein drittes Viertelfinale erreichte Greene in der Saison darauf bei den British Open 2003, wo er unter anderem die Nummer 6 Ken Doherty schlug und nur knapp mit 4:5 gegen Ronnie O’Sullivan verlor. Drei weitere Male kam er unter die Letzten 32 und stieg damit auf Platz 26.
Es sollte aber seine höchste Ranglistenplatzierung bleiben. 2004/05 warf ihn eine Serie von 5 Auftaktniederlagen bei den ersten 5 Ranglistenturnieren zurück. Mit dem Viertelfinale beim Irish Masters, erneut mit Sieg über Doherty und Niederlage gegen O’Sullivan, machte er wieder etwas Boden gut. Ebenso mit seinem dritten Endrundeneinzug bei der WM. Im Crucible war er gegen Steve Davis während des gesamten Matchs auf Augenhöhe, doch der Entscheidungsframe ging am Ende glücklich an den Engländer und besiegelte die 9:10-Niederlage.
Außerhalb der Profitour nahm er 2005 als Vertreter Großbritanniens an den World Games in Duisburg teil. Im Snooker-Einzel gewann er unter anderem gegen Patrick Einsle und Björn Haneveer und mit 4:3 im Finale gegen Ding Junhui holte er sich die Goldmedaille.

### Die besten Jahre
In der Profisaison 2005/06 kam er beim Grand Prix bis ins Achtelfinale und zwei weitere Male schaffte er es unter die Letzten 32. Die WM-Endrunde verpasste er gegen Neil Robertson. Bei einem neu aufgelegten Einladungsturnier, der Irish Professional Championship, kam er bei seiner ersten Teilnahme ins Halbfinale. Auch im folgenden Jahr erreichte er ein Achtelfinale, diesmal bei der Northern Ireland Trophy 2006, und zweimal die Runde der Letzten 32. In der Summe brachte ihn das nach zwei Jahren auf Platz 39 in der Zweijahreswertung der Weltrangliste wieder unter die Top 32.
2007/08 kam er bei der Irish Professional Championship zum zweiten Mal ins Halbfinale. Anschließend erreichte er beim Grand Prix zum ersten Mal auch bei einem Ranglistenturnier die Vorschlussrunde. Dabei gab er unter anderem Steve Davis und Ricky Walden mit Zu-Null-Siegen das Nachsehen. Marco Fu verhinderte mit einem umkämpften 6:5 seinen ersten Finaleinzug. Mit dem Viertelfinale bei der Northern Ireland Trophy hatte er noch ein weiteres gutes Saisonergebnis. Im Jahr darauf kam er immer mindestens in Runde 2 und zweimal auch in Runde 3, auch bei der Weltmeisterschaft 2009, bei der er aber im Crucible erneut sieglos blieb. 2010 schaffte er es zum fünften und letzten Mal in die WM-Endrunde und gegen Shaun Murphy gab es die fünfte Niederlage, womit er im Crucible sieglos blieb. Mit drei weiteren Top-32-Ergebnissen war die Saison aber durchaus erfolgreich und er stieg noch einmal auf Platz 28, seine zweitbeste Platzierung.

### Nachlassende Ergebnisse und ein später Höhepunkt
2010/11 gab es einige Neuerungen auf der Tour. So wurde die Players Tour Championship (PTC) eingeführt, eine Serie von Minor-Ranking-Turnieren, also mit geringerer Wertigkeit für die Rangliste. Schon beim zweiten PTC-Turnier in Sheffield erreichte er mit dem Halbfinale sein bestes Ergebnis. Dreimal kam er noch ins Achtelfinale und qualifizierte sich damit auch für die Grand Finals. Bei den vollwertigen Ranglistenturnieren war zweimal die Runde der Letzten 32 das beste Ergebnis. Die WM-Endrundenqualifikation verpasste er knapp mit 9:10 gegen Veteran Dave Harold. Im Jahr darauf gab es aber nur ein PTC-Achtelfinale und die Letzten 32 erreichte er bei keinem großen Turnier. Damit entfernte er sich 2012 nach fünf Jahren wieder deutlich von den Top 32.
Der Trend verstärkte sich in der Saison 2012/13. Sowohl in der Players Tour Championship, als auch bei den regulären Turnieren gab es nur eine Platzierung unter den Letzten 32. Besonders viele Punkte kostete ihn aber die Auftaktniederlage bei der Weltmeisterschaft. Er rutschte bis auf Platz 56 ab und musste nun sogar um seine Tourzugehörigkeit kämpfen. 

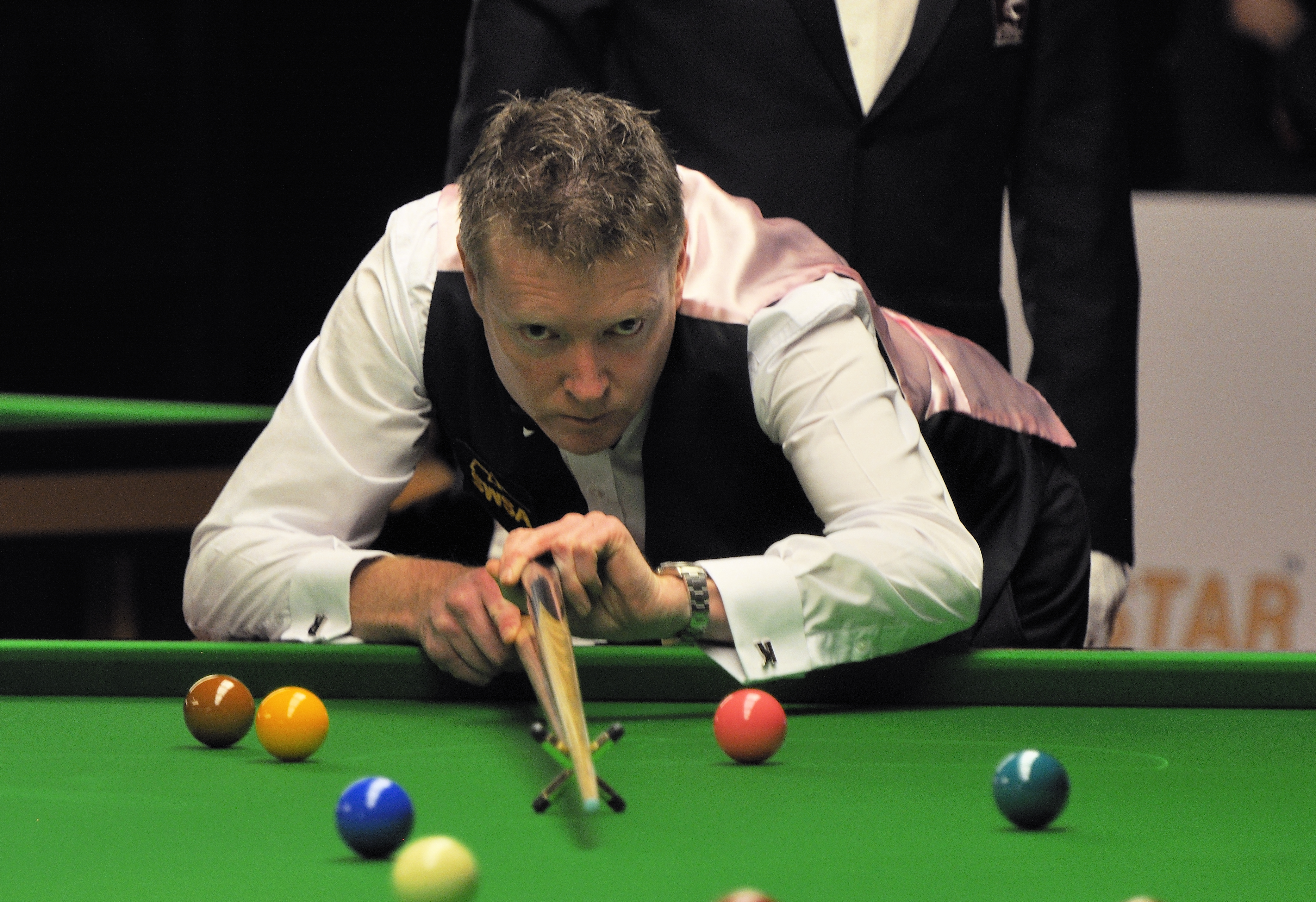
Gerard Greene beim German Masters 2014

Doch die Saison 2013/14 brachte für Greene noch einmal einen neuen Karrierehöhepunkt. Beim Paul Hunter Classic in Fürth schaffte er es nach Siegen über Dominic Dale, Joe Swail und Allister Carter bis ins Finale, unterlag dort Ronnie O’Sullivan mit einem White-wash von 0:4. Wichtiger noch als sein erstes Turnierfinale war die damit verbundene Qualifikation für die PTC Grand Finals 2014. Dort besiegte er unter anderem mit Ricky Walden und Mark Allen zwei Top-8-Spieler und erreichte erstmals in seiner Karriere auch das Finale eines vollwertigen Ranglistenturniers, das er mit 0:4 gegen Barry Hawkins verlor. Diese beiden Ergebnisse brachten ihn wieder unter die Top 48, wo er auch im nächsten Jahr blieb, obwohl er 2014/15 nur vereinzelte Siege und kein Ergebnis über die Runde der Letzten 32 hinaus erreichte.

### Ein Jahr Tourunterbrechung und weitere Profijahre außerhalb der Top 64
Die Saison 2015/16 sah nicht besser aus, im Gegenteil verlor er fünfmal sogar sein Auftaktspiel. Da die Punkte aus den beiden Finals nach 2 Jahren aus der Wertung fielen, ging es abwärts bis auf Platz 66 der Weltrangliste. Damit verpasste er um 2 Plätze die Weiterqualifikation für die Tour, der er 23 Jahre lang ununterbrochen angehört hatte, und der Nordire verlor mit 41 Jahren seinen Profistatus. Er versuchte zwar die sofortige Wiederqualifikation über die Q School, bei beiden Turnieren schied er aber früh aus. Im Laufe des nächsten Jahres trat er bei den zwei verbliebenen Pro-Am-Turnieren der Tour an und überstand beide Male die Amateurqualifikation. Beim Paul Hunter Classic 2016 kam er sogar ins Achtelfinale, nachdem er den amtierenden Weltmeister und Weltranglistenzweiten Stuart Bingham geschlagen hatte. Dadurch kam er auch in die EBSA Amateur Play Offs. Zwei Siege dort, über Ian Glover und Steven Hallworth, verschafften ihm ein neues Tourticket für die folgenden beiden Spielzeiten ab 2017.
In der Saison 2017/18 verlor er 9 Mal das Auftaktspiel und kam ansonsten nicht über die dritte Runde hinaus, außer beim Sonderformat Shoot-Out, das aber für die Rangliste unbedeutend war. 8 Auftaktniederlagen in der nächsten Saison und nur einmal das Erreichen der Letzten 32 reichten nicht für mehr als Platz 69. Weil er aber durch einzelne Siege bei den großen Turnieren in der vergangenen Saison trotzdem eine relativ hohe Zahl an Punkten einsammeln konnte, qualifizierte er sich über die Ein-Jahres-Rangliste erneut für zwei Tourjahre. Saison 2019/20 brachte außer dem Erreichen des Achtelfinals bei den Welsh Open und der dritten Qualifikationsrunde bei der WM keine nennenswerten Ergebnisse, sondern vielmehr eine Niederlagenserie bei 7 Turnieren in Folge. Im Jahr darauf gab es noch weniger Erfolge, aber drei Siege bei der UK Championship und der Weltmeisterschaft zusammengenommen reichten zum zweiten Mal für eine Verlängerung der Tourzugehörigkeit um zwei Jahre über die Ein-Jahres-Rangliste. Der Saisonauftakt 2021/22 in der Championship League gelang ihm mit dem Auftaktgruppensieg und dem Einzug in die Letzten 32. Zweimal zog er noch in die zweite Runde ein, bevor in der zweiten Saisonhälfte eine Serie von Erstrundenniederlagen folgte. Ein weiterer Sieg bei der Weltmeisterschaft am Saisonende brachte ihn jedoch nicht unter die Top 100. Auch im Jahr darauf gelangen ihm nur einzelne Siege, aber er kam in keinem Turnier über die zweite Runde hinaus. Nach einer knappen 9:10-Niederlage gegen David Lilley in der ersten Runde der WM 2023 hatte er die Weiterqualifikation endgültig verpasst. Auch seine zweite Q-School-Teilnahme endete in beiden Turnieren früh und so verlor er mit 49 Jahren zum zweiten Mal seinen Profistatus.

## Erfolge
Ranglistenturniere
- Finale: Players Tour Championship (Grand Finals 2014)
- Halbfinale: Grand Prix (2007)
- Viertelfinale: UK Championship (1997), LG Cup (2002), British Open (2003), Irish Masters (2005), Northern Ireland Trophy (2007)

Minor-Ranking-Turniere
- Finale: Paul Hunter Classic (2013)
- Halbfinale: Players Tour Championship (2010/11 – Turnier 2)

Qualifikation für die Profitour
- EBSA Amateur Play Offs (2017)

Sonstige Turniere
- Goldmedaille bei den World Games (2005)